# Fluoralforsita
La fluoralforsita és un mineral de la classe dels fosfats que pertany al grup de l'apatita. Rep el nom per la seva relació amb l'alforsita.

## Característiques
La fluoralforsita és un fosfat de fórmula química Ba₅(PO₄)₃F. Va ser aprovada com a espècie vàlida per l'Associació Mineralògica Internacional l'any 2022, sent publicada en el mes de juliol de 2023. Cristal·litza en el sistema hexagonal. És l'espècie amb fluor dominant anàloga de l'alforsita, així com l'anàleg amb bari de la fluorapatita, la fluorpiromorfita i l'estronadelfita.
Segons la classificació de Nickel-Strunz la fluoralforsita pertany a «08.BN - Fosfats, etc. amb anions addicionals, sense H₂O, només amb cations de mida gran, (OH, etc.):RO₄ = 0,33:1» juntament amb els següents minerals: aradita, magganasita, fluorpiromorfita, fluorsigaiïta, alforsita, belovita-(Ce), clorapatita, mimetita-M, johnbaumita-M, fluorapatita, hedifana, hidroxilapatita, johnbaumita, mimetita, morelandita, piromorfita, fluorstrofita, svabita, turneaureïta, vanadinita, belovita-(La), deloneïta, fluorcafita, kuannersuïta-(Ce), hidroxilapatita-M, fosfohedifana, hidroxilpiromorfita, estronadelfita, fluorfosfohedifana, carlgieseckeïta-(Nd), vanackerita, miyahisaïta, pieczkaïta, hidroxilhedifana, pliniusita, parafiniukita, arctita, krügerita i goryainovita.
L'exemplar que va servir per a determinar l'espècie, el que es coneix com a material tipus, es troba conservat a les col·leccions del Museu d'Història Natural de Berna (Suïssa), amb el número de catàleg: 44951.

## Formació i jaciments
Va ser descoberta a la conca de l'Hatrurim, dins el Consell Regional de Tamar (Districte del Sud, Israel), sent l'únic indret de tot el planeta on ha estat descrita aquesta espècie mineral.